# Körfez
Körfez là một huyện thuộc tỉnh Kocaeli, Thổ Nhĩ Kỳ. Huyện có diện tích 356 km² và dân số thời điểm năm 2007 là 123289 người, mật độ 346 người/km².